# Abydos (Stargate)
Abydos (designazione SGC: P8X-873, indirizzo:  - Punto d'origine: ) è il pianeta immaginario in cui è ambientato il film di fantascienza Stargate e in cui si svolgono alcuni episodi della serie televisiva omonima Stargate SG-1.

## Localizzazione
Nel film Stargate, Abydos è situata nella galassia di Kalian, a diverse centinaia di milioni di anni luce dalla Terra, "dall'altra parte dell'universo conosciuto". Nella serie televisiva Stargate SG-1 gli autori decidono invece che la rete degli stargate sia situata nella Via Lattea, dove quindi si trova anche Abydos. Nel primo episodio della serie, I figli degli dei, viene esplicitamente menzionato il fatto che il pianeta è, tra quelli con uno stargate, tra i più vicini alla Terra, e per questo le coordinate ritrovate nel coperchio di Giza sono ancora valide nonostante il movimento delle stelle nel corso del tempo.

## Storia
Abydos è il pianeta natale di Kasuf, Skaara e Sha're, dominato per diversi millenni dal Supremo Signore del Sistema Ra.
In tempi antichi Ra deportò un certo numero di antichi egizi dalla Terra ad Abydos attraverso lo Stargate e li fece lavorare per lui presso le miniere di Naquadah disseminate nel deserto. In seguito alla rivolta degli schiavi terrestri, che sotterrarono il loro Stargate, Ra si salvò tornando su Abydos, dove proibì ogni forma di scrittura, temendo un'altra rivolta.
Sul pianeta è presente una piccola comunità agricola situata a breve distanza dal Tempio di Ra, una copia perfetta della Piramide di Cheope, in cui alloggia lo Stargate. Il capovillaggio degli schiavi è Kasuf; i suoi figli Sha're e Skaara si affezionano rispettivamente a Daniel Jackson e Jack O'Neill, decidendo di aiutarli a sconfiggere Ra, che viene ucciso da O'Neill stesso.
Un anno dopo, un Goa'uld di nome Apophis rapisce Sha're e Skaara, e impianta in loro la sua compagna, Amonet, e suo figlio, Klorel. Nel frattempo si presenta sulla Terra dove minaccia la distruzione dell'umanità. Rinasce così il Programma Stargate e O'Neill viene inviato con l'SG-1 nuovamente su Abydos per vedere lo stato dei suoi abitanti, tra cui Jackson. D'ora in avanti, il Comando Stargate comincerà ad esplorare lo spazio in cerca di tecnologie a scopo difensivo, ricerca a cui si aggiunge anche Jackson che desidera ritrovare la moglie.
Anni dopo, Skaara riesce ad essere liberato dal parassita ma Sha're viene uccisa da Teal'c prima che attacchi Daniel Jackson, mentre entrambi erano alla ricerca di suo figlio, l'Harcesis.
L'SG-1 ritorna su Abydos su richiesta di Kasuf quando arriva sul pianeta Shifu, il bambino Harcesis. Shifu mostra a Jackson un'allucinazione estremamente realistica per dimostrargli che la memoria genetica degli Harcesis può causare miseria e sofferenza su scala globale o addirittura interstellare.
Il Signore del Sistema Anubis distrugge Abydos con un'arma costituita da cinque componenti ("Occhi"), ma Oma Desala aiuta ad ascendere l'intera popolazione del pianeta prima che venga sterminata.